# Паалам, Карло
Карло Паалам (англ. Carlo Paalam; род. 16 июля 1998, Кагаян-де-Оро) — филиппинский боксёр-любитель, серебряный призёр Олимпийских игр в Токио.

## Биография
Карло Паалам родился 16 июля 1998 года в Талакаге, Букиднон. Некоторое время своего детства он провел в Балингоане, Восточный Мисамис. Его мать ушла от отца после неудачного брака, когда Карло было всего шесть лет. После этого Карло Паалам, его отец и братья и сестры уехали из Балингоана в Кагаян-де-Оро в поисках лучших возможностей. Затем Паалам работал мусорщиком на свалке в городе. Его сосед посоветовал ему присоединиться к местному турниру, известному как «Бокс в парке», после того, как увидел его в боксерском матче на заднем дворе. Он выиграл свой первый боксерский поединок в возрасте 7 лет и использовал свой выигрыш, чтобы купить рис для своей семьи.

### Спортивная карьера
После первого успеха был включен в программу тренировок Кагаяна де Оро по боксу. Затем Паалам присоединился к сборной Филиппин в 2013 году и начал соревноваться на международном уровне. Завоевал бронзовые медали как на молодёжном чемпионате Азии и мира AIBA в 2016 году, так и на Азиатских играх в 2018 году. Он принимал участие в Играх Юго-Восточной Азии в Малайзии в 2017 году, но не получил медали.
Выиграл золотые медали на Кубке АСТАНА Президента в Казахстане в 2017 году, 10-м международном турнире по боксу AIBA и 1-м международном турнире по боксу в Таиланде в 2018 году.
В 2019 году выиграл свою первую золотую медаль Игр Юго-Восточной Азии на Играх Юго-Восточной Азии 2019 года, которые проводились дома, на Филиппинах.

### Олимпиада в Токио
Он дебютировал на летних Олимпийских играх 2020 года в Токио в июле 2021 года.
Он одержал победу раздельным решением судей над ирландским боксером в наилегчайшем весе Бренданом Ирвайном и вышел в 1/4 финала раунда. Затем он победил единогласным решением у серебряного и бронзового призёра чемпионата мира Мохамеда Флисси из Алжира.
Затем он одержал победу над действующим олимпийским золотым призёром Шахобидином Зоировым из Узбекистана раздельным решением судей 4: 1, поскольку бой был остановлен из-за того, что оба бойца получили порезы и травмы во время боя.
Паалам выходит в полуфинал, где победил японца Танаку единогласным решением судей (5-0) и вышел на матч за золотую медаль против британского боксера Галала Яфай.
Паалам сразился с Яфаи в финале мужского наилегчайшего веса, но проиграл раздельным решением 4-1. Он стал четвёртым медалистом, который привез домой олимпийскую медаль для Филиппин на летних Олимпийских играх 2020 года в Токио.